# Symplocos stellaris
Symplocos stellaris är en tvåhjärtbladig växtart som beskrevs av August Brand. Symplocos stellaris ingår i släktet Symplocos och familjen Symplocaceae. Utöver nominatformen finns också underarten S. s. aenea.